# Joan Vila-Grau

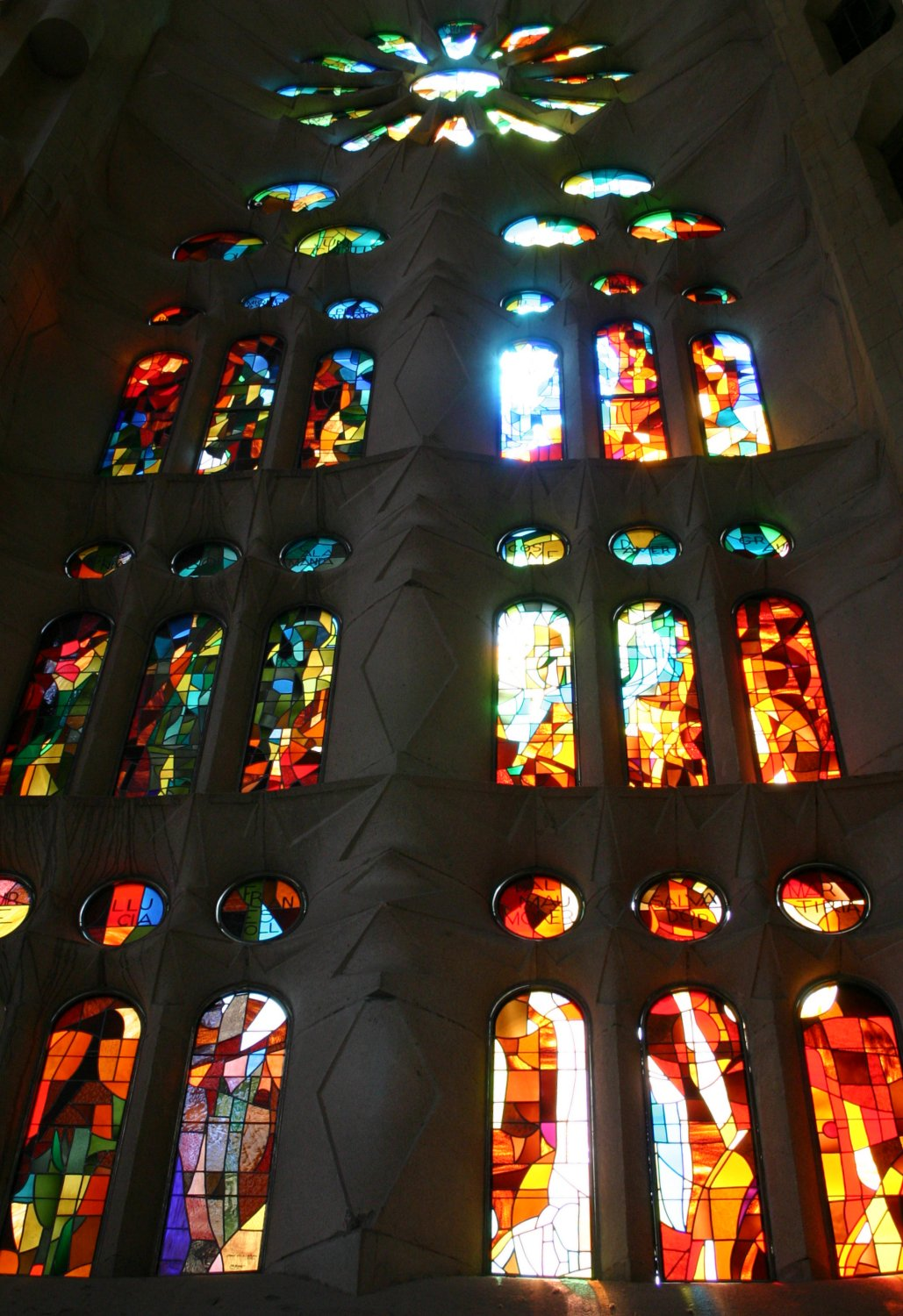
Vidriera de la Sagrada Familia.

Joan Vila-Grau (Barcelona, 14 de agosto de 1932-Barcelona, 11 de noviembre de 2022) fue un pintor y vidriero español.

## Biografía
Hijo del también pintor Antoni Vila Arrufat, se formó en la Escuela de Arquitectura de Barcelona (1950-1955), encaminándose, sin embargo, hacia la pintura. Interesado por el arte litúrgico, se especializó en la realización de vidrieras para iglesias y edificios religiosos, destacando su obra en el Templo Expiatorio de la Sagrada Familia. Trabajó en Barcelona (iglesia de las Hermanitas de la Asunción, 1962; Hogares Mundet, 1963; iglesia Virgen de la Paz, 1964-1966; Orfeón de Gracia, 1978; Bellesguard, 1979), Sabadell (Caja de Ahorros, 1968-1970), San Sadurní de Noya (Cavas Codorniu, 1970), Vendrell (Fundación Pau Casals, 1980), Villafranca del Panadés (Caja de Ahorros, 1986), etc. También realizó obras en Andorra, Alayor, Zaragoza, Granada, Madrid, Cádiz, Corrientes y Cincinnati, colaborando en un par de ocasiones con Joan Miró.
Como pintor, evolucionó desde una figuración esquemática de influencia románica hacia el arte abstracto, con trabajos en madera policromada a medio camino entre la pintura y la escultura. Realizó exposiciones en Barcelona, Madrid, Tarragona, Londres, Mataró, Granollers, Bilbao, Santander, etc.
Asimismo, destacó como teórico, siendo el fundador de la revista Qüestions d'Art. Cabe remarcar sus investigaciones sobre el vitral, desde el gótico hasta el contemporáneo, siendo autor de obras como Els vitrallers de la Barcelona modernista (1982), Descoberta de la taula de vitraller de Girona (1985), El vitrall renaixentista (1991) y Le vitrail dans l'architecture de Gaudí (2004).
Fue director del Institut del Vitrall en Barcelona y miembro de la Real Academia Catalana de Bellas Artes de San Jorge y de la Real Academia de Ciencias y Artes de Barcelona.
En 2010 recibió la Cruz de Sant Jordi de la Generalidad de Cataluña.
Falleció en Barcelona a los noventa años.